# Bernardo Tanucci
Bernardo Tanucci (Stia, Arezzo tartomány, 1698. február 20. – Nápoly, 1783. április 29.) itáliai államférfi.

## Élete
Elkísérte Don Carlos infánst, Parma hercegét, a későbbi III. Károly spanyol királyt nápolyi hódító útjára, majd 1735-ben első minisztere lett. Hatalmát megtartotta III. Károly fiának, IV. Ferdinánd nápolyi királynak uralkodása alatt is.
Néhány visszaélést megszüntetett, és kiadott egy új törvénykönyvet „Codice Carolino” címmel, de zsarnoki módon kormányzott. A klérussal és a Szentszékkel szemben ellenséges politikát folytatott.